# Filipe Neri Ferrão
Filipe Neri António Sebastião do Rosário Ferrão (nacido en Aldona, Distrito de Goa del Norte, el 20 de enero de 1953) es un religioso indio, patriarca de las Indias Orientales y arzobispo de Goa y Damão y Cardenal de la India desde el 27 de agosto del 2022.

## Biografía
Nació en Aldona en 1953. Fue ordenado sacerdote en 1979, y en 1994 fue nombrado obispo auxiliar de Goa y Damão y obispo titular de Vanariona. El 12 de diciembre de 2003 fue nombrado Patriarca de las Indias Orientales y arzobispo de Goa y Damão. El 1 de septiembre de 2011 realizó una visita ad limina a Roma junto a otros obispos indios, siendo recibidos por el papa Benedicto XVI.

## Cardenalato
Fue creado cardenal por el papa Francisco en el Consistorio celebrado el 27 de agosto de 2022, asignándole el Título de Santa María del Camino
El 7 de octubre de 2022 fue nombrado miembro del Dicasterio para la Evangelización.
El 7 de marzo de 2023 fue nombrado miembro de la Sección para las cuestiones fundamentales de la evangelización en el mundo del Dicasterio para la Evangelización ad quinquennium.
| Predecesor: Raul Nicolau Gonsalves | Patriarca de las Indias Orientales y arzobispo de Goa y Damão 2003 - | Sucesor: En el cargo |